# キャシー・バーベリアン
キャシー・バーベリアン（Cathy Berberian、1925年7月4日 マサチューセッツ州アトルボロ - 1983年3月6日 ローマ）は、アメリカ合衆国の声楽家・作曲家。アルメニア系である。

## 活動
多彩な発声と驚異的な語学力を駆使し、斬新な表現力と趣向を凝らした様々な技巧によって、欧米の前衛音楽の作曲家を触発した。1960年代の前衛音楽シーンにおける「パフォーマンス」や「シアター・ピース」の概念の発展を、実践面から促した。一見するとかずかずの様式破壊的な活動も、実は鋭い様式感覚の裏返しであり、パロディ精神やウィット感覚と結びついていた。
伝統的な分類法に従えば、メゾソプラノ歌手ということになるが、単にボーカリストやヴォイス・パフォーマーと呼ぶのが、およそ実状に合っている。伝統的な発声法のカテゴリーにとらわれず、スキャットやハミングの即興的な挿入、呻き声や笑い声・呟きなどのノイズ成分の利用、ベル・カント唱法からシャウトに至る変幻自在な声質の変化によって、声楽家の表現力（演技力）の可能性に前代未聞の領域を拓いた。
コロンビア大学とニューヨーク大学に在籍中に文学・演劇（一般的にはパントマイムと言われている）、比較文化学を学んだ後、イタリア留学中にミラノで声楽を学ぶ。1950年に作曲家ルチアーノ・ベリオと結婚するが1966年に離婚。
ベリオの《テーマ～（ジョイスを称えて） Thema (Omaggio a Joyce)》（1958年）はバーベリアンの声を脱構築した作品であり、《サークルズ Circles》（1960年）と《（キャシーのための）リサイタルI Recital I (for Cathy)》（1972年）は彼女のために作曲された。さらにシルヴァーノ・ブッソッティやジョン・ケージ、ハンス・ヴェルナー・ヘンツェ、ストラヴィンスキーなどからも作品を献呈されている。
バーベリアンのレパートリーは前衛音楽だけでなく、ヨーロッパ各国の民謡のほか、モンテヴェルディからガーシュウィンやヴァイルまでのオペラ・アリアと幅広い。バロック・オペラはベル・カントで、一方ガーシュウィンやヴァイルはブルージーでジャジーにというように、作品の性格に見合った歌唱法が使い分けられている。一方、ビートルズをルイ・アンドリーセンがヘンデルやドビュッシーの作曲様式で編曲したものを歌う際は、ことさら格式張ったベル・カント唱法で歌い、カリカチュア風の奇妙な味をかもし出している。これらの演奏は録音にも残され、生前の活躍を偲ぶよすがとなった。
作曲家としては、《ストリプソディ Stripsody 》（1966年）を残している。ここでいう「ストリップ strip」とは「漫画のコマ」（コミック・ストリップ）の意味であり、題名は本作が、さまざまな漫画のコマの切り抜きからなるグラフィック・スコアであるということにちなんでいる。この作品はライヴにおいてしばしばアンコールで「上演」された。その録音は、バーベリアンの数多いヴォイス・パフォーマンスの典型となっている。

## 文献
- Marie-Christine Vila, Cathy Berberian, cant'actrice, Fayard Press, 1st Oct 2003, ISBN 2213617023